# Southborough (Kent)
Southborough es una parroquia civil y una villa del distrito de Tunbridge Wells, en el condado de Kent (Inglaterra).

## Geografía
Según la Oficina Nacional de Estadística británica, Southborough tiene una superficie de 7,33 km².

## Demografía
Según el censo de 2001, Southborough tenía 11 124 habitantes (47,97% varones, 52,03% mujeres) y una densidad de población de 1517,6 hab/km². El 20,98% eran menores de 16 años, el 70,84% tenían entre 16 y 74 y el 8,18% eran mayores de 74. La media de edad era de 38,97 años. Del total de habitantes con 16 o más años, el 26,8% estaban solteros, el 56,81% casados y el 16,38% divorciados o viudos.
El 94,95% de los habitantes eran originarios del Reino Unido. El resto de países europeos englobaban al 1,6% de la población, mientras que el 3,45% había nacido en cualquier otro lugar. Según su grupo étnico, el 97,65% eran blancos, el 1,05% mestizos, el 0,68% asiáticos, el 0,21% negros, el 0,21% chinos y el 0,2% de cualquier otro. El cristianismo era profesado por el 77,03%, el budismo por el 0,14%, el hinduismo por el 0,31%, el judaísmo por el 0,12%, el islam por el 0,63%, el sijismo por el 0,03% y cualquier otra religión por el 0,26%. El 13,74% no eran religiosos y el 7,74% no marcaron ninguna opción en el censo.
5422 habitantes eran económicamente activos, 5298 de ellos (97,71%) empleados y 124 (2,29%) desempleados. Había 4596 hogares con residentes, 101 vacíos y 5 eran alojamientos vacacionales o segundas residencias.